# Euromissile HOT
Pour les articles homonymes, voir HOT.
Le HOT (Haut Subsonique Optiquement Téléguidé) d'Euromissile (toutes les activités de cette compagnie ont été depuis fusionnées dans MBDA) est un missile antichar à guidage optique franco-ouest-allemand et à vitesse subsonique haute destiné à être tiré à partir d'un véhicule terrestre ou d'un hélicoptère. Il est produit depuis 1978 par Aérospatiale et MBB (successivement EADS et désormais Airbus Group) et commercialisé par Euromissile, une coentreprise franco-allemande filiale d'EADS.

## Utilisations

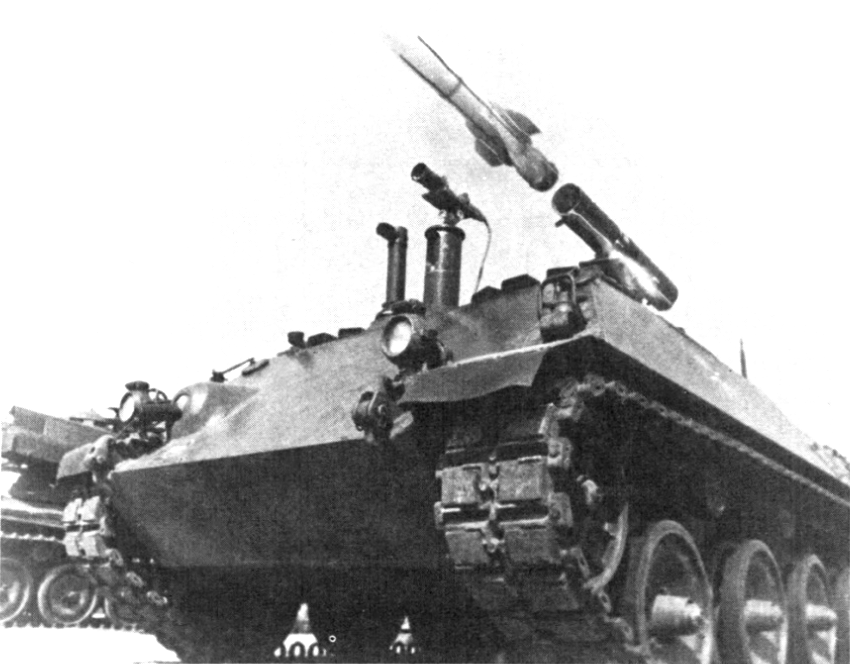
Tir d'un missile d'essai en 1972 depuis un raketenjagdpanzer 2

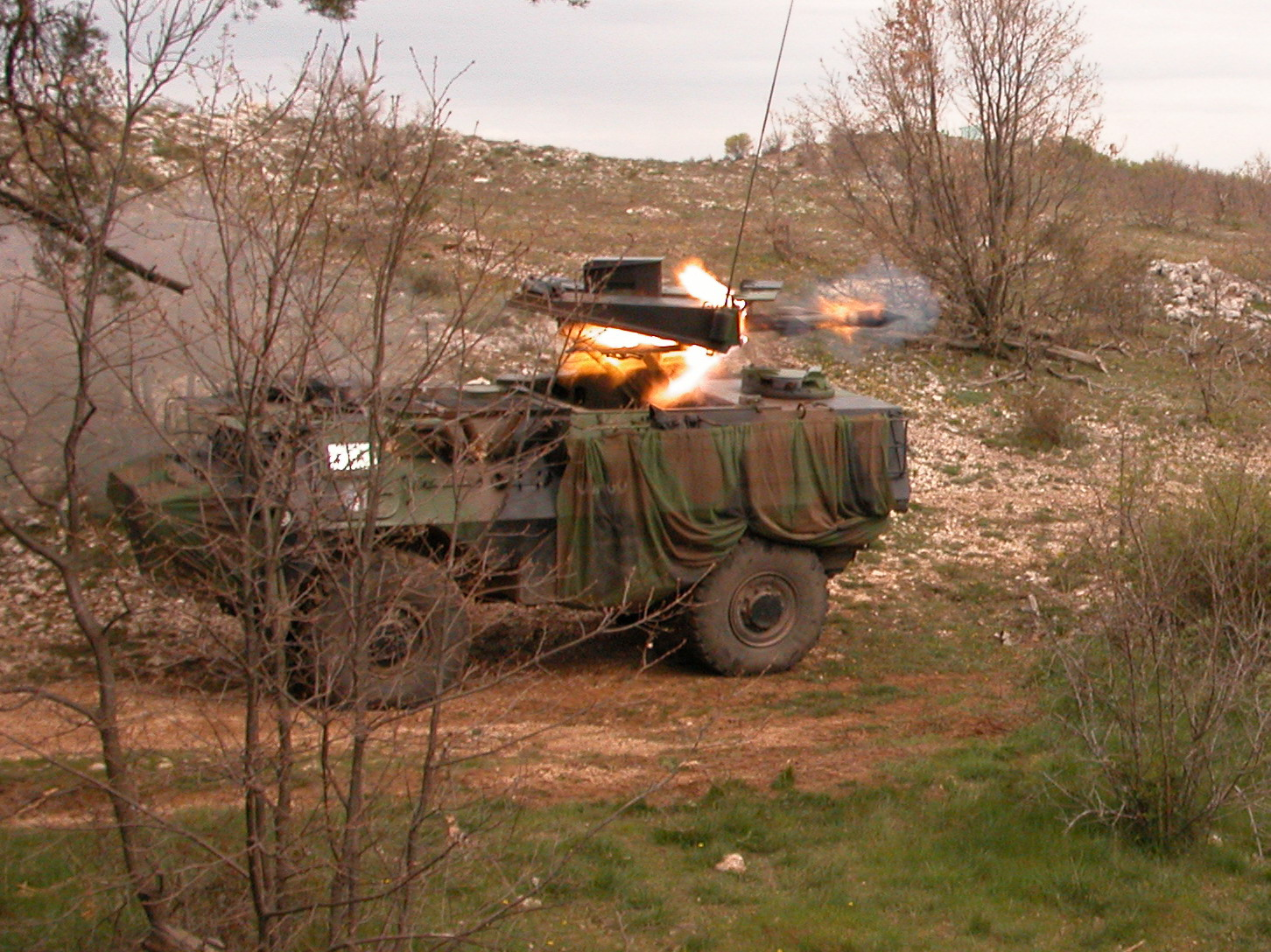
Tir depuis un VAB Mephisto du 2e régiment étranger d'infanterie.

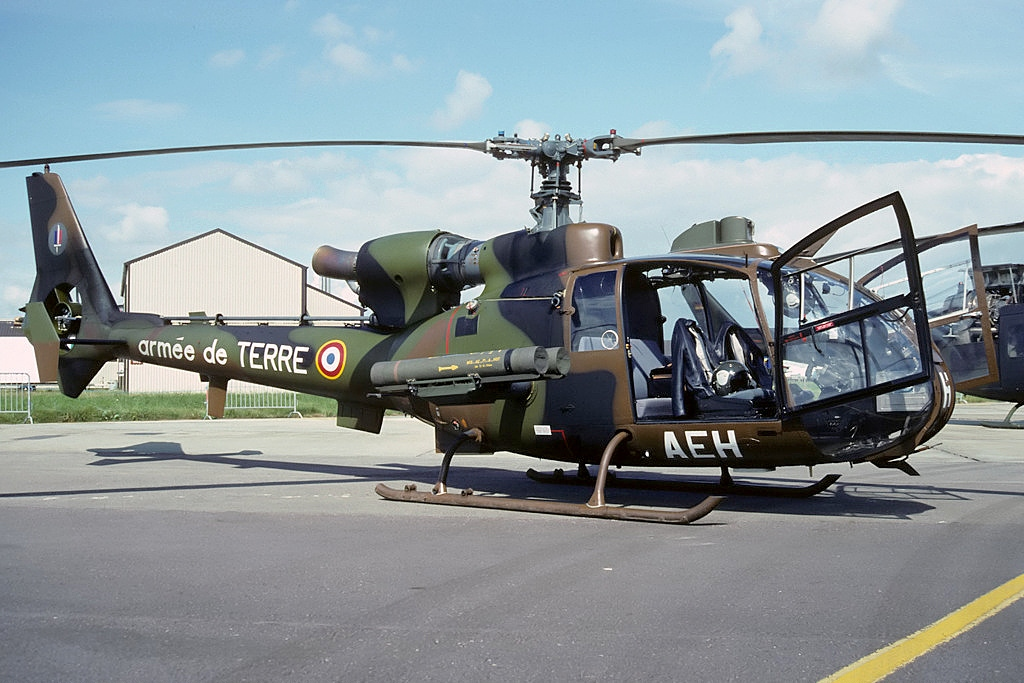
Une Gazelle SA-342M de l'ALAT française.

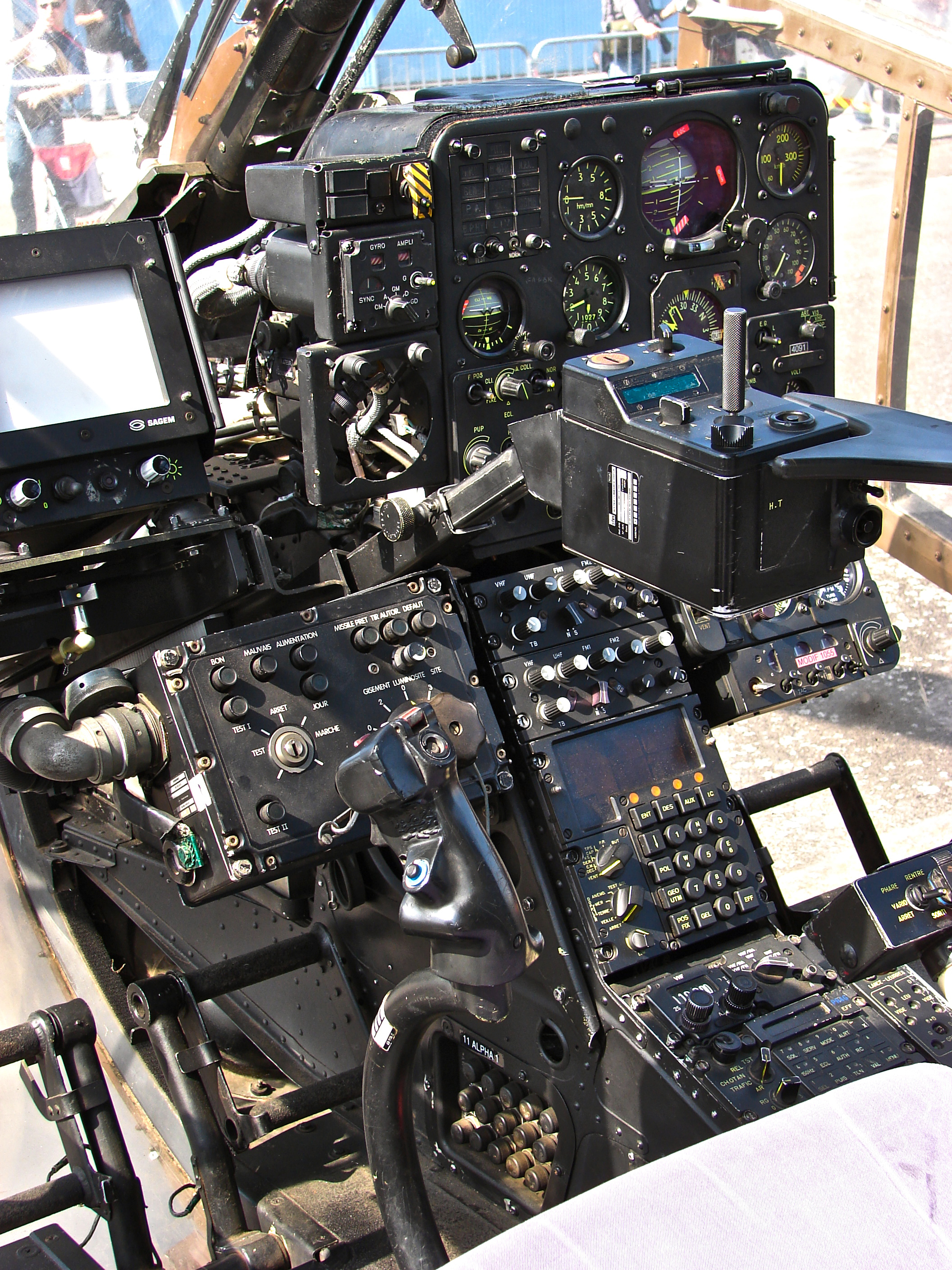
Cockpit d'une SA-342M en 2009 avec les commandes de tir pour les missiles HOT.

Les premières études ont débuté en 1964.
Il a équipé en version aéroportée les hélicoptères de combat Gazelle de l'ALAT dont les premiers arrivent au 3e régiment d'hélicoptères de combat le 1er mars 1979 et les Bo 105P (PAH1 = Panzerabwehrhubschrauber de 1re génération) de la Heeresfliegertruppe. 
Il a été remplacé par le AGM-114 Hellfire sur le Tigre d'Eurocopter.
Dans l'armée de terre ouest-allemande, il équipe les unités sur Raketenjagdpanzer Jaguar 1 (en) dont un total de 316 unités ont été convertis entre 1978 et 1983 depuis des Kanonenjagdpanzer.
Dans l'armée de terre française, le missile HOT équipe depuis 1984 les unités antichar longue portée sur VAB Mephisto (Module Élévateur Panoramique HOT Installé Sur Tourelle Orientable - MIRA). À l’origine, ceux-ci étaient regroupés dans la compagnie antichar rattachée à chacune des six divisions blindées françaises en service à la fin des années 1980. Ces compagnies ont été dissoutes dans les années 2000. L'instruction HOT a repris en 2010 au profit des pelotons antichars des régiments de la Cavalerie légère qui dispose de 30 exemplaires VAB HOT en 2011. L'armée de terre française début 2013 dispose encore d'environ 6 000 missiles HOT. Des prototypes de postes de tir HOT sur véhicules légers de type Peugeot P4 furent proposés mais non acceptés.
En 1987, 1 434 lanceurs et 70 350 missiles ont été produits.
Les 60 Gazelles SA-342 M de la division Daguet française tirèrent 187 HOT durant la guerre du Golfe; 127 objectifs détruits (une vingtaine de chars et de véhicules blindés, plus de quarante transports de troupe, quinze pièces d'artillerie, et de nombreux points d'appui) en 27 attaques d'escadrilles. Et les véhicules de l'avant blindés (VAB) Mephisto une soixantaine.
Durant l'opération Harmattan en 2011 contre les forces du colonel Kadhafi, les Gazelles tirent 425 missiles HOT.

## Technique
Tout comme le missile BGM-71 TOW, le HOT est lancé à partir d'un tube, dirigé optiquement par superposition avec la cible visée, et peut ensuite être guidé par fil.
Le HOT-2, produit à partir de 1986 est équipé d'une charge militaire plus performante et affiche une portée allongée à 4 km pour une vitesse de 900 km/h.
La version la plus récente, HOT-3, est équipée d'une charge creuse en tandem et possède des moyens électroniques d'antibrouillage (voir contre-mesures).

## Pays clients
- Allemagne
- Belgique
- Chypre
- Espagne
- France
- Irak : 1 000 livrés entre 1981 et 1982[8]
- Maroc

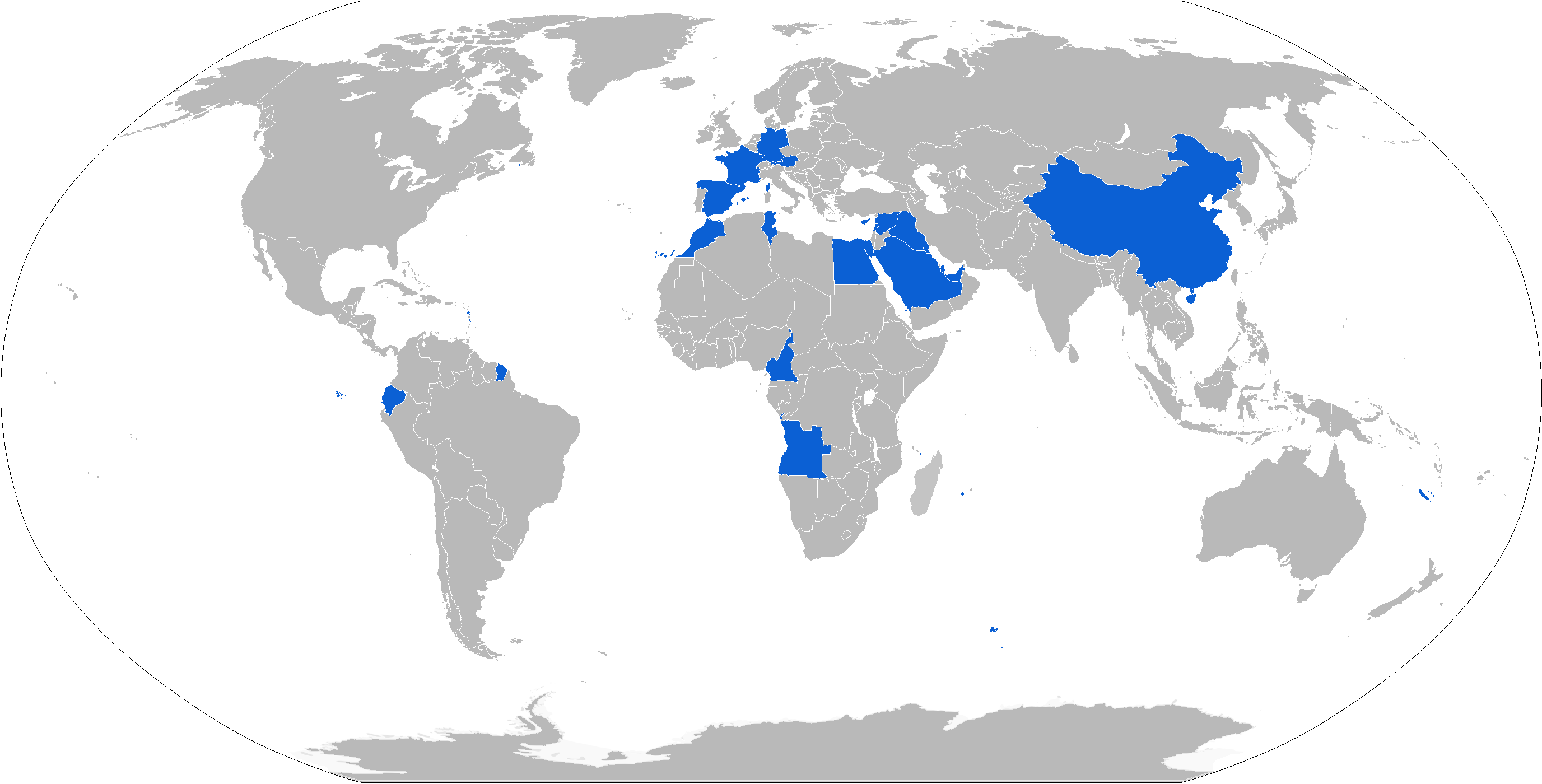
Carte des États ayant utilisé le HOT.

- Liban : 100 missiles pour hélicoptères livrés en 2013[9][réf. nécessaire], premier lot de 15 VAB Mephisto donnés à partir du 30 mai 2017[10], second lot de 10 VAB Mephisto donné en novembre 2018, dont plusieurs servant de réserves de pièces détachées, et 96 missiles provenant des surplus allemands, et annonce de la livraison de 10 autres VAB Mephisto[11].
- Syrie